# Secitis grata
Secitis grata är en fjärilsart som beskrevs av Edward Meyrick 1928. Secitis grata ingår i släktet Secitis och familjen praktmalar, Oecophoridae. Inga underarter finns listade i Catalogue of Life.